# Sněhové řetězy

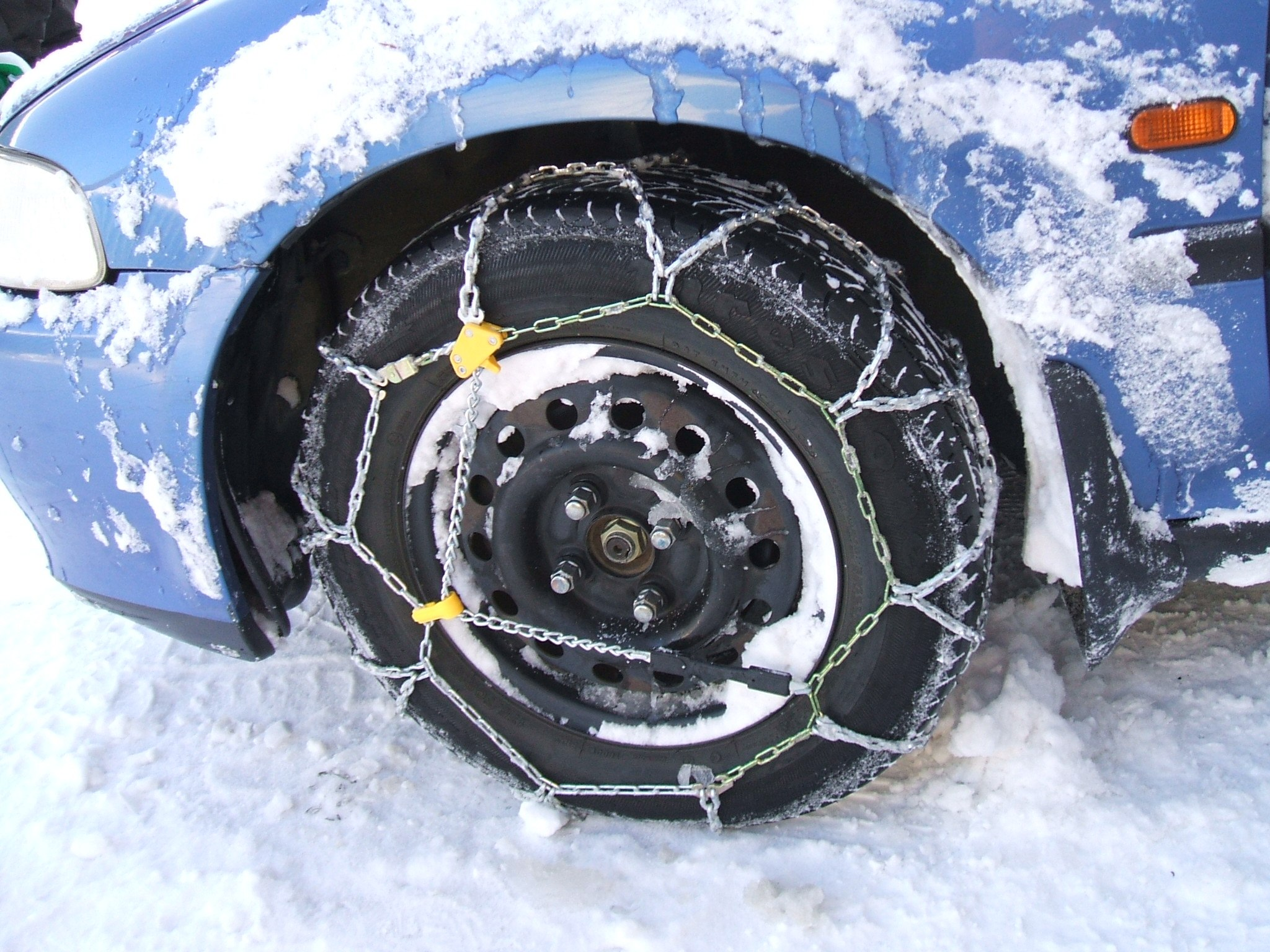
Sněhové řetězy na přední nápravě osobního automobilu

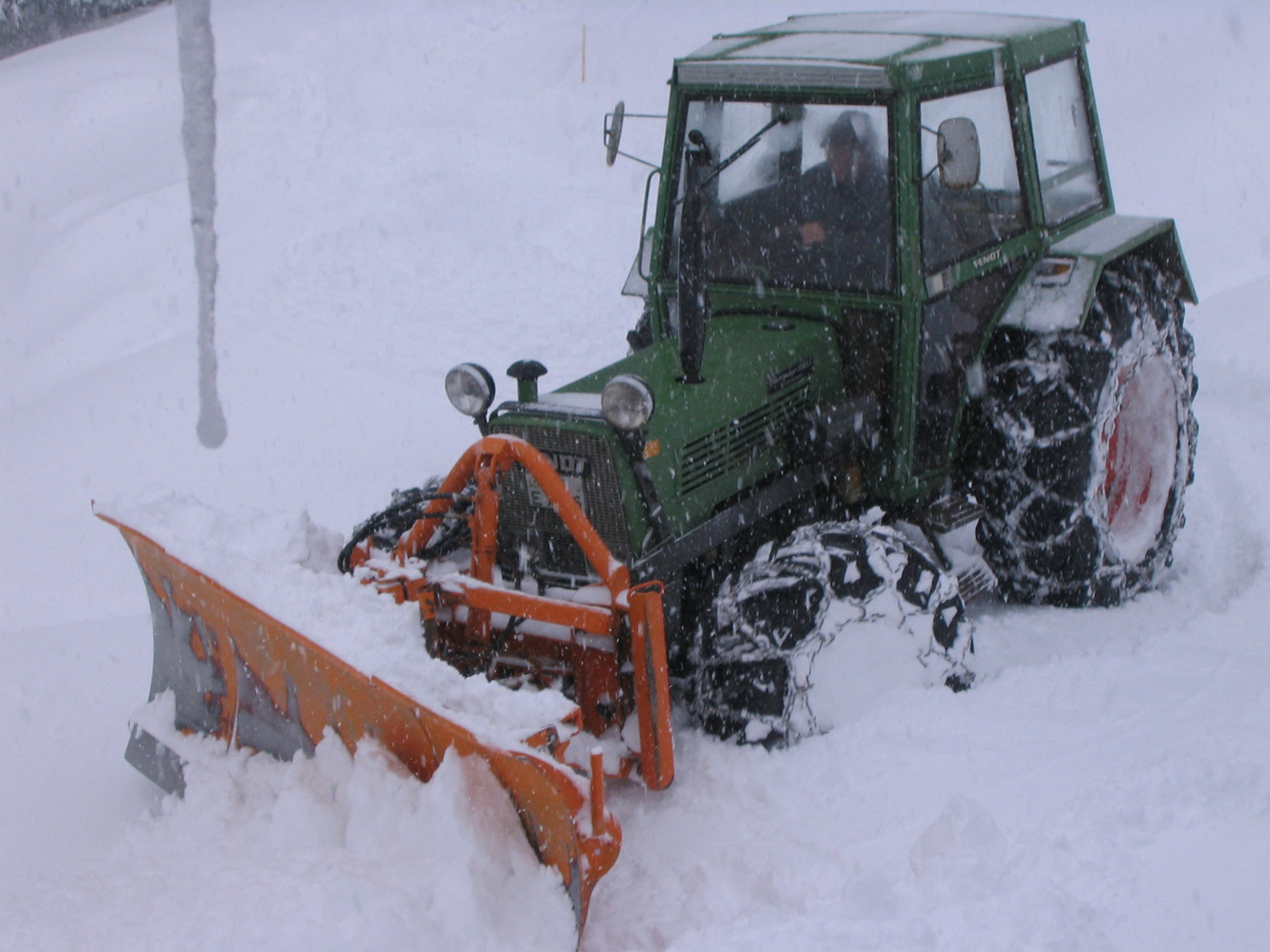
Pracovní stoj se sněhovými řetězy

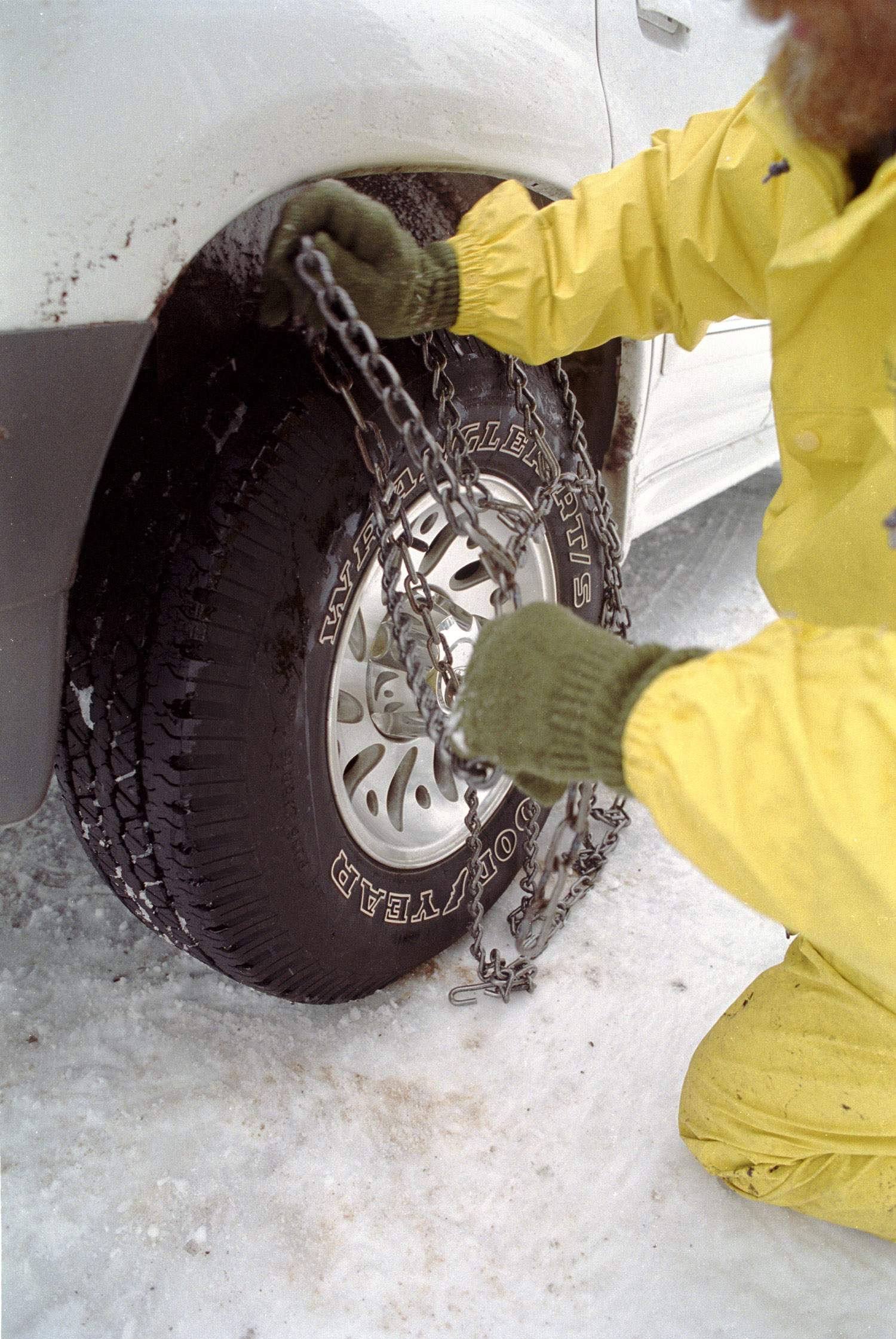
Nasazování sněhových řetězů

Sněhové řetězy jsou součástí autopříslušenství a zimním doplňkem povinné výbavy automobilu. Nasazují se na kola automobilu a jejich úkolem je zajistit zvýšenou přilnavost pneumatik při jízdě na sněhu a ledu v zimních podmínkách.
Sněhové řetězy by se měly použít vždy, když pneumatiky ztrácejí schopnost přenosu sil na vozovku. Ideální je nasadit řetězy na všechna čtyři kola, ale v praxi se obvykle obouvají jen na hnací nápravu.

## Popis a využití
Sněhové řetězy zlepšují jízdní vlastnosti vozidla na kluzkých površích, na druhou stranu má jejich použití mnoho omezení. Konstrukční řešení řetězů většinou umožňuje jízdu maximálně rychlostí 50-60 km/h. V ČR při použití sněhových řetězů na vozidle smí jet řidič rychlostí nejvýše 50 km·h−1. Jízda s nasazenými řetězy po nezasněžené vozovce vede k nadměrnému opotřebení řetězů a zároveň má vozidlo horší jízdní vlastnosti. S nasazenými řetězy mají kola automobilu větší valivý odpor, což může značně zvýšit spotřebu paliva.
Pro použití sněhových řetězů je nezbytně nutné mít řetězy vhodné velikosti, které přesně pasují na kola vozidla. Obvykle je možné jeden rozměr řetězů použít na několik podobných rozměrů pneumatik. Příliš malé nebo příliš velké řetězy není možné na kolo nasadit nebo je vhodným způsobem upevnit.
Používání sněhových řetězů v ČR upravují na vybraných místech příkazové značky č. C 5a a č.C 5b dané vyhláškou ministerstva dopravy a spojů 30/2001 Sb. (na modrém terči je bílá pneumatika se sítí řetězových článků), jinde je jejich použití prozatím ponecháno na rozhodnutí řidiče.
Kvalitní řetězy se vyrábějí ze speciální legované oceli s různými přísadami a povrchovým tvrzením, přičemž se používá i titan. Důležité je i kvalitní zpracování drobných součástek včetně upínacích a napínacích mechanismů řetězů. Existují i samonapínací řetězy, jimž se říká Klack and Go. Tyto řetězy se dnes vyvíjejí přímo na „tělo“ novým typům pneumatik a ve spolupráci s jejich výrobci procházejí celou řadou náročných zkoušek, neboť musí perfektně fungovat i při extrémním zatížení.

## Alternativy a náhradní řešení
Výrobci se snaží nabízet i různé náhražky řetězů, se kterými má být především snazší manipulace při nasazování a demontáži. Bývají vyrobeny z plastů kombinovaných s kovem. Na rozdíl od řetězů odpadá nutnost je podvlékat za vnitřní stranou kola. Upínají se jednoduchou manipulací z jeho vnější strany. Přestože v krizové situaci obvykle dokáží posloužit, pro běžnou jízdu na sněhu nejsou vhodné.
Dále se používají návleky z textilu tzv. ponožky, ale pouze pro nouzové případy.
Nejvhodnější jsou kovové kleštiny, které obepínají celé kolo. Nasazení je velice rychlé i za tmy, mrazu, mlhy a snížené viditelnosti.
Alternativou ke sněhovým řetězům jsou také pneumatiky s kovovými hroty. Tento typ pneumatik ale není v ČR povolen pro provoz na veřejných komunikacích. Pneumatiky s hroty se používají například v severských zemích nebo v některých alpských oblastech. Pneumatiky s hroty se také používají pro sportovní účely.

## Doporučení
Před odjezdem do zasněžených oblastí, tedy především na hory, se doporučuje vyzkoušet si v klidu a suchu nasazování sněhových řetězů.

Před jízdou se vždy doporučuje zkontrolovat stav řetězů, neboť jsou-li řetězy značně nebo nerovnoměrně opotřebené mohou se při dalším užívání přetrhnout a poškodit vozidlo.

Nejezdit s řetězy vyšší než doporučenou rychlostí. Může to vést k přetržení řetězů nebo ke smeknutí řetězů z kola a následnému poškození vozidla.